# Épenouse
Épenouse é uma comuna francesa na região administrativa de Borgonha-Franco-Condado, no departamento de Doubs. Estende-se por uma área de 5,75 km². Em 2010 a comuna tinha 163 habitantes (densidade: 28,3 hab./km²).